# Rigny-Ussé
 Rigny-Ussé  es una población y comuna francesa, situada en la región de  Centro, departamento de Indre y Loira, en el distrito de Chinon y cantón de Azay-le-Rideau.

## Demografía
| 646 | 580 | 533 | 511 | 509 | 506 |
| Para los censos de 1962 a 1999 la población legal corresponde a la población sin duplicidades (Fuente: INSEE [Consultar]) |     |     |     |     |     |